# صاریغ پشمالوی گوش‌قهوه‌ای
صاریغ پشمالوی گوش‌قهوه‌ای (نام علمی: Caluromys lanatus) نام یک گونه از سرده صاریغ پشمالو است.